# Перше Мая (Бухар-Жирауський район)
Пе́рше Ма́я (каз. Первое Мая) — село у складі Бухар-Жирауського району Карагандинської області Казахстану. Входить до складу Туздинського сільського округу.
Населення — 181 особа (2021; 279 у 2009, 295 у 1999, 391 у 1989).
Національний склад станом на 1989 рік:
- казахи — 71 %.